# Marulkfiskar
Marulkfiskar (Lophiidae) är en familj av benfiskar under ordningen marulkartade fiskar (Lophiiformes). Dessa fiskar har ett stort huvud som är tillplattat. Fiskarnas gap är stort och har kraftiga tänder. 
Precis som alla marulkartade fiskar har marulkfiskar ett fiskeredskap som sticker ut framför deras ögon. Hos marulkfiskar sitter det en hudflik längst ut på detta fiskeredskap som rör sig i strömriktningen. Marulkfiskar kännetecknas även av rader med utstående hudvimplar från underkäken till bröstfenorna. Det finns 4 släkten av marulkfiskar med totalt 27 arter. En art av dessa är marulken.

## Släkten och arter
- Lophiodes  Goode & Bean, 1896.  16 arter 
  - Lophiodes abdituspinus  Ni, Wu & Li, 1990 
  - Lophiodes beroe  Caruso, 1981 
  - Lophiodes bruchius  Caruso, 1981 
  - Lophiodes caulinaris  (Garman, 1899) 
  - Lophiodes endoi  Ho & Shao, 2008 
  - Lophiodes fimbriatus  Saruwatari & Mochizuki, 1985 
  - Lophiodes gracilimanus  (Alcock, 1899) 
  - Lophiodes infrabrunneus  Smith & Radcliffe i Radcliffe, 1912 
  - Lophiodes insidiator  (Regan, 1921) 
  - Lophiodes kempi  (Norman, 1935) 
  - Lophiodes miacanthus  (Gilbert, 1905) 
  - Lophiodes monodi  (Le Danois, 1971) 
  - Lophiodes mutilus  (Alcock, 1894) 
  - Lophiodes naresi  (Günther, 1880) 
  - Lophiodes reticulatus  Caruso & Suttkus, 1979 
  - Lophiodes spilurus  (Garman, 1899)

- Lophiomus  Gill, 1883.  1 art
  - Lophiomus setigerus  (Vahl, 1797)

- Lophius  Linné, 1758.  7 arter
  - amerikansk marulk (Lophius americanus)  Valenciennes i Cuvier & Valenciennes, 1837 
  - mindre marulk (Lophius budegassa)  Spinola, 1807 
  - Lophius gastrophysus  Miranda Ribeiro, 1915 
  - japansk marulk (Lophius litulon)  (Jordan, 1902) 
  - marulk (Lophius piscatorius)  Linné, 1758 
  - Lophius vaillanti  Regan, 1903 
  - Lophius vomerinus  Valenciennes i Cuvier & Valenciennes, 1837

- Sladenia  Regan, 1908.  3 arter
  - Sladenia gardineri  Regan, 1908 
  - Sladenia remiger  Smith & Radcliffe i Radcliffe, 1912 
  - Sladenia shaefersi  Caruso & Bullis, 1976